# (32780) 1988 CR5
1988 CR5 (asteroide 32780) é um asteroide da cintura principal. Possui uma excentricidade de 0.25699900 e uma inclinação de 9.92611º.
Este asteroide foi descoberto no dia 13 de fevereiro de 1988 por Eric Walter Elst em La Silla.